# Велики Горњи Нил (регија)
Велики Горњи Нил (енгл. Greater Upper Nile и арап. أعظم أعالي النيل — A'aly an-Nyl) је историјска регија у оквиру Јужног Судана. Захвата источни део државе у сливу реке Бели Нил. Површина регије је 236.208 км², где живи укупно око 2.550.000 становника. Густина насељености је око 11 стан./км², а највећи град је Малакал.

## Подела
Регија Велики Горњи Нил је подељена на три вилајета:
- Џонглеј (главни град Бор)
- Ел Вахда (главни град Бентију)
- Горњи Нил (главни град Малакал)